# Alejandro Sabella
Alejandro Javier Sabella (Buenos Aires, 5 de novembro de 1954 – Buenos Aires, 8 de dezembro de 2020) foi um treinador e futebolista argentino que atuou como meio-campista.
Como técnico, conquistou a Copa Libertadores de 2009 no comando do Estudiantes e foi vice-campeão da Copa do Mundo de 2014 com a Seleção Argentina. Após o Mundial realizado no Brasil, não assumiu mais nenhuma equipe. Embora tenha recebido vários convites ainda naquele ano, Sabella viu sua saúde piorar a partir de 2015 e não conseguiu retornar ao trabalho no futebol.

## Carreira como jogador

### Início
Começou no River Plate em 1974, onde demonstrou boa técnica individual no meio-de-campo e um futebol de passes curtos. Largou o curso de Direito para dedicar-se ao clube, mesmo sendo normalmente relegado ali em favor do já ídolo Norberto Alonso, que ocupava a mesma posição. Um ano após o debute, esteve na equipe que quebrou em dose dupla o jejum de dezoito anos sem títulos vivido pelos millonarios: o River foi campeão tanto do Nacional quanto do Metropolitano, os distintos torneios que dividiam o Campeonato Argentino na época. Entre 1974 e 1978, atuou num total de 133 partidas pelo clube de Núñez, com 12 gols marcados. Ele ainda conquistou outro título argentino, em 1977.

### Sheffield United e Leeds United
A concorrência com Alonso fez com que Sabella fosse vendido ao Sheffield United, sendo um dos primeiros argentinos a atuarem na Grã-Bretanha.
Foi anunciado como novo reforço do Leeds United no dia 8 de maio de 1980, pelo valor de 400 mil euros. Disputou apenas uma temporada no clube, onde atuou em 23 partidas e marcou dois gols.

### Estudiantes
Em dezembro de 1981 voltou ao seu país natal para jogar no Estudiantes, onde foi bicampeão seguido, emendando o Metropolitano 1982 com o Nacional 1983. 

### Grêmio
Atuou no Grêmio entre 1985 e 1986 e foi duas vezes campeão gaúcho. Fez 60 jogos com a camisa da equipe brasileira e marcou cinco gols.
Aposentou-se em 1989, passando a compor comissões técnicas.

## Carreira como treinador
Foi assistente de Daniel Passarella quando este treinou a Seleção Argentina, Seleção Uruguaia, Parma, Monterrey, River Plate e Corinthians.
Na breve passagem na comissão técnica do clube brasileiro, Sabella demonstrou comunicar-se satisfatoriamente em português e possuir conhecimento sobre o futebol brasileiro, revelando sua admiração por Roberto Rivellino.

### Estudiantes

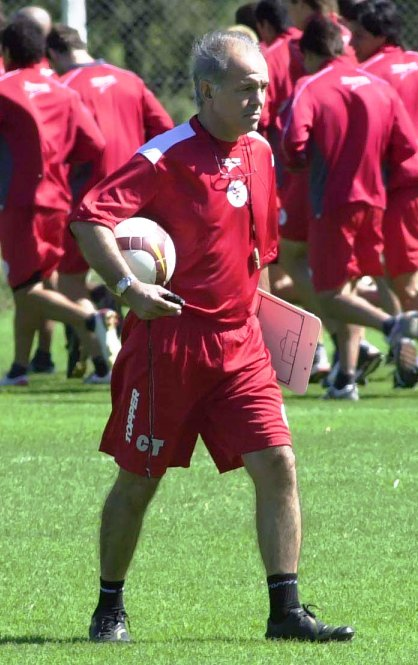
Sabella no comando do Estudiantes em 2009

Sua estreia como treinador ocorreu no Estudiantes, em março de 2009, quando substituiu Leonardo Astrada. Levou a equipe aos títulos da Copa Libertadores da América, vencendo o Cruzeiro na final, e do Apertura de 2010.

### Seleção Argentina
Foi efetivado como treinador da Seleção Argentina no dia 6 de agosto de 2011, no lugar de Sergio Batista. Nas Eliminatórias da Copa do Mundo FIFA de 2014, classificou a equipe em primeiro lugar. Já na fase de grupos da Copa do Mundo, sua equipe contou com o brilho do craque Lionel Messi e obteve o primeiro lugar do Grupo F com folga — os argentinos estrearam vencendo a Bósnia por 2–1, superaram o Irã por 1–0 e venceram a Nigéria por 3–2. A Albiceleste enfrentou a Holanda de Louis van Gaal na semifinal, vencendo-a somente na disputa por pênaltis, após empate de 0–0 no tempo normal e na prorrogação. Na final, porém, a Argentina foi derrotada pela Alemanha por 1–0, com gol de Mario Götze na prorrogação.
Sabella deixou o cargo após a Copa, apesar do desejo da AFA para que permanecesse. Foi muito questionado pela mídia e pelos torcedores argentinos por jamais ter convocado o atacante Carlos Tévez durante a sua passagem.

## Morte
Sabella morreu no dia 8 de dezembro de 2020, aos 66 anos. Ele estava internado no Instituto Cardiovascular, em Buenos Aires, após apresentar um quadro de arritmia.

## Estatísticas como treinador

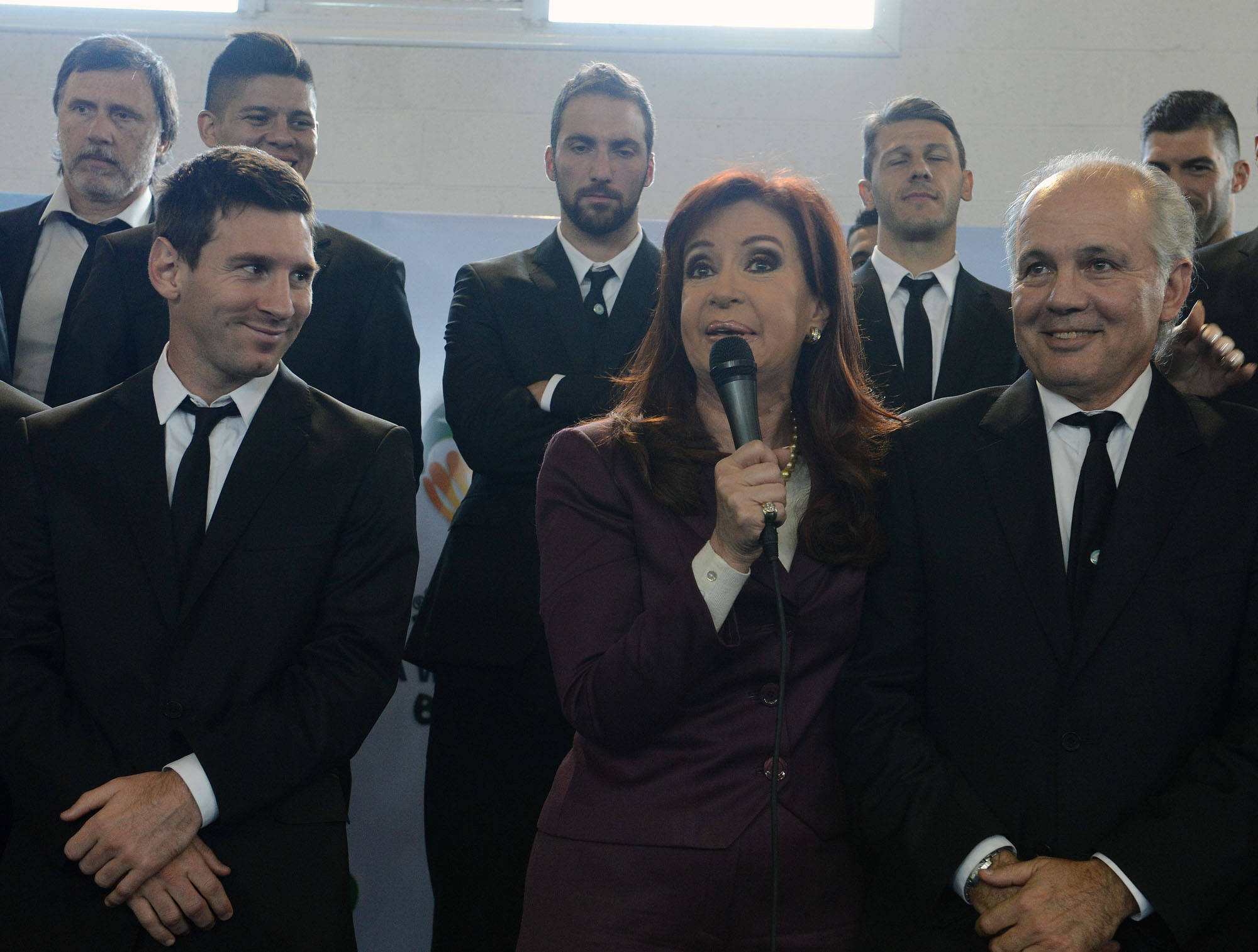
A então presidente Cristina Kirchner cumprimentando a Seleção Argentina, segunda colocada na Copa do Mundo de 2014, no Brasil

| Clube       | Jogos | Vitórias | Empates | Derrotas | Aproveitamento |
| ----------- | ----- | -------- | ------- | -------- | -------------- |
| Estudiantes | 97    | 58       | 21      | 18       | 59,79%         |
| Argentina   | 40    | 25       | 10      | 5        | 62,50%         |

## Títulos

### Como jogador
River Plate
- Campeonato Argentino: 1975 (Nacional), 1975 (Metropolitano) e 1977 (Metropolitano)

Estudiantes
- Campeonato Argentino: 1982 (Metropolitano) e 1983 (Nacional)

Grêmio
- Campeonato Gaúcho: 1985 e 1986
- Troféu Cidade de Palma de Mallorca: 1985

### Como treinador
Estudiantes
- Copa Libertadores da América: 2009
- Campeonato Argentino: 2010–11 (Apertura)